# Frauenberg, Birkenfeld
Frauenberg là một đô thị thuộc huyện Birkenfeld, bang Rheinland-Pfalz, Đức. Đô thị này có diện tích 3,86 km².